# Linghem
58°25′58.793″N 15°47′4.5852″Ø / 58.43299806°N 15.784607000°Ø
Linghem er en by i Linköpings kommune i Östergötlands län i Östergötland, Sverige. I 2010 havde byen 2.804 indbyggere. Linghem ligger 15 kilometer øst for Linköping og har jernbaneforbindelse til Linköping og Norrköping. 

## Eksterne kilder og henvisninger
1. ↑  Tätorter, arealer, befolkning Statistiska centralbyrån.